# Eoin Jess
Eoin Jess (Portsoy, 13 dicembre 1970) è un ex calciatore scozzese, di ruolo centrocampista.

## Palmarès

### Club
- Coppa di Scozia: 1

Aberdeen: 1989-1990
- Coppa di Lega scozzese: 2

Aberdeen: 1989-1990, 1995-1996

### Individuale
- Miglior giovane dell'anno della SPFA: 2

1990-1991, 1992-1993
- Capocannoniere della Coppa delle Coppe UEFA: 2

1993-1994 (5 gol, a pari merito con Alon Mizrahi, Ivajlo Andonov, Ulf Kirsten)